# Mounty R. P. Zentara

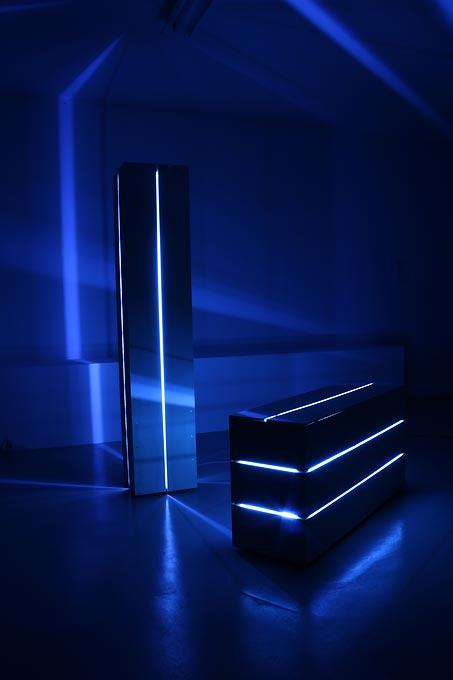
Werke von Mounty R. P. Zentara bei der Biennale für Lichtkunst Austria 2010

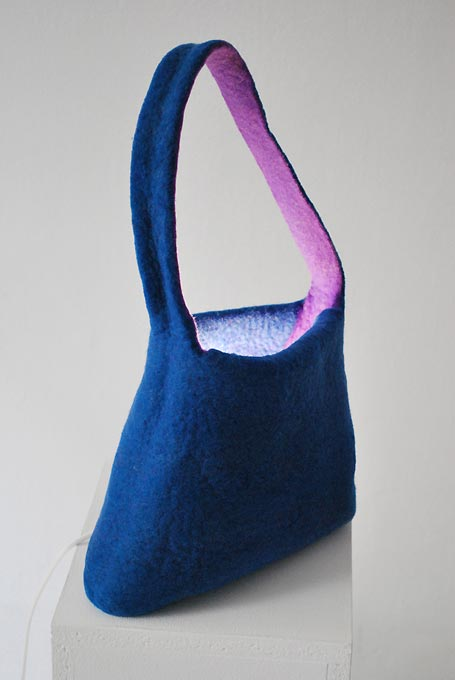
Two People One Work: Light Purse bei der Biennale für Lichtkunst Austria 2010

Mounty R. P. Zentara (* 1964 in Hall in Tirol) ist ein österreichischer Licht-, Installations- und Konzeptkünstler. Zentara lebt in Wien.

## Leben
Der vormals autodidakte Künstler Zentara studierte von 2002 bis 2008 an der Akademie der bildenden Künste Wien „Malerei im erweiterten Raum“ in der Meisterklasse von Franz Graf und schloss mit dem Titel „Magister der Künste“ bei Daniel Richter ab. 2003 gründete Zentara gemeinsam mit seiner Frau, der Bildhauerin Karin Sulimma, die Künstlergruppe „Two People One Work“. Im gleichen Jahr entstand das Kunstprojekt „Area 53“, ein Ausstellungsraum für zeitgenössische nationale und internationale Kunst im 6. Wiener Bezirk. Bedeutend für Zentaras Leben und künstlerisches Werk waren mehrere Aufenthalte in den USA.

## Ausstellungen
(Auswahl, vornehmlich Einzelausstellungen)
- 1997: Four Colours, Rapid City, South Dakota, USA
- 1998: Native Flute, Pow wow Manderson, Manderson, South Dakota, USA
- 2000: Homeland, Crow Agency, Montana, USA
- 2002: Auf den Spuren des Blues-Gustl, Wien, Österreich
- 2003: Two People One Work – Hauseigenes, Wien, Österreich
- 2003: Two People One Work – Flight Project: Vienna, Wien, Österreich
- 2003: Die Bücher der KünstlerInnen II, Wien, Österreich
- 2004: Wilderness, Wien, Österreich
- 2004: 40 Jahre Galerie Dürr, München, Deutschland
- 2005: Light Cages Semper-Depot, Wien, Österreich
- 2005: Batteries, Wien, Österreich
- 2005: Light Cages, Wien, Österreich
- 2005: Wind Art Festival, Two People One Work, Seoul, Südkorea
- 2006: Light Flutes, Wien, Österreich
- 2006: blue scanning, Wien, Österreich
- 2006: Künstler auf Landpartie, Unter-Oberndorf, Niederösterreich
- 2007: The light is …, Wien, Österreich
- 2007: P. Bush, D. Leaf, K. Maislinger, H. Scheirl, M. Yonesho, M.R.P. Zentara, Wien
- 2007: Five from Ôsterlant, Oslo, Norwegen
- 2007: 5th Novosibirsk International Biennial of Contemporary Graphic Art 2007, Russland
- 2008: Thunderbolt, Wien, Österreich
- 2008: Prints for New York, Columbia University, New York, USA
- 2009: Le stanze dell arte Special Guest, Como, Italien
- 2009: Line and Light, London, Großbritannien
- 2009: zs artenvielfalt, ZS art KunstRaum, Wien, Österreich
- 2009: Werke der KünstlerInnen aus dem mel contemporary Katalog, Galerie mel contemporary, Wien, Österreich
- 2009: Papierarbeiten, Galerie Area 53 Wien, Österreich
- 2009: May Day: The dark times, Gallery F-ISH, Hastings, Großbritannien
- 2010: Blue Blossom, Wien, Österreich
- 2010: originalfunktional, Wiener Art Foundation, Wien, Österreich
- 2010: Grand finale of the Light Art Biennial Austria 2010, Galerie Area 53, Wien, Österreich
- 2010: contemporary art ruhr C.A.R., Linz, Österreich / Essen, Deutschland
- 2010: Berlin Art Tower, Linz, Österreich / Berlin, Deutschland
- 2010: Experimenting – Colour and Line, Galerie White8, Wien, Österreich
- 2010: Viennafair 2010, Wien, Österreich
- 2010: multiple choice: Siebdruck & Multimedia, Galerie Andreas Stalzer, Wien, Österreich
- 2010: Wir leben und arbeiten in Wien – Brighten the Corners, Galerie Area 53, Wien, Österreich[1]
- 2010: Double – Volley, Galerie Area 53, Wien, Österreich
- 2011: METAmART, Künstlerhaus, Wien, Österreich
- 2012: Arte Noah Parkfair 2012, Wien, Österreich
- 2012: Koaxile 2012, Künstlerhaus, Wien, Österreich
- 2012: summerstage 2012. open art, summerstage, Wien, Österreich
- 2013: Real timeroomservice Opening, Wien, Österreich
- 2013: Parallel Vienna 2013, K. & K. Telegrafenamt, Wien, Österreich
- 2013: Cineastic Gondolas 2013, Wien & Lech am Arlberg, Österreich
- 2014: Inside or outside is the question, Red Carpet Showroom, Wien, Österreich
- 2014: Hofburg – ein Stück (Kunst-)Geschichte, Wien, Österreich
- 2014: Heuriges 14, Kunstraum, Wien, Österreich
- 2014: Cineastic Gondolas 2014, Lech am Arlberg, Österreich
- 2014: Mounty R. P. Zentara – Painting, Lech am Arlberg, Österreich

## Öffentliche Sammlungen
- Akademieatelier Bruno Gironcoli
- Gironcoli-Kristall Strabag-Haus – Strabag Bauholding Kunstforum, Wien, Österreich

## Filme
- 2005: Daydream, Video on DVD, 4.50 min
- 2003: Seven minutes and twenty seconds, Video on DVD, 7.20 min

## Kuratorische Tätigkeiten
- 2003: „Alternative Jahresausstellung der Studierenden der Akademie der Bildenden Künste Wien“
- 2004: „Thomas Redl“, „Ulrich Gansert, Krieg und Frieden“, Wien, Österreich
- 2006: „Künstler auf Landpartie“, Unter-Oberndorf, Niederösterreich
- 2007: „Michael Schwarz“, Austrian Cultural Forum, London, Großbritannien
- 2009: „Papierarbeiten von 30 Künstlern“, Wien, Österreich

## Künstlerbücher
- 2002: Smoke part one, Leporello, 18 × 24,5 cm, B/W-Photos, 9 Seiten
- 2002: Smoke part two, Leporello, 18 × 24,5 cm, B/W-Photos, 9 Seiten
- 2003: Erotica, Leporello, 30 × 40 cm, B/W-Photos, 24 Seiten
- 2005: Light Cages, Lichtinstallationen in den Räumen der Area 53, 20 Seiten

## Kataloge
- Monat der Fotografie, Band 111, Wien, Fotohof edition 2008.
- Auktionskatalog 8. Kunstauktion, neunerHAUS, Wien 2008.
- Bewegungsmeldung, Katalog zur Ausstellung, Auteno.comTM, Wien 2008.
- Katalog zur 5. Novosibirsk Graphic Art Biennial, 2007.
- Blickwechsel N0 3 aus der Sammlung, Museum Moderner Kunst Kärnten 2007.
- Monat der Fotografie, Band 71, Wien, Fotohof edition 2006.
- Katalog: Jeju Wind Art Festivals, Sum Art Cultural Institute, Jeju-si, Korea 2005.